# Lithobius buakheriacus
Lithobius buakheriacus är en mångfotingart som beskrevs av Zapparoli 1985. Lithobius buakheriacus ingår i släktet Lithobius och familjen stenkrypare.
Artens utbredningsområde är Marocko. Inga underarter finns listade i Catalogue of Life.